# Aarne Orjatsalo
Aarne Alarik Orjatsalo, född Riddelin 13 oktober 1883 i Simo, död 1 januari 1941 i New York, var en finsk skådespelare. Under finska inbördeskriget omnämndes en grupp rödgardister som "Orjatsalos grupp", eftersom denne även var ledare för de rödas Murmanlegion.